# Transports à Tizi Ouzou
La ville de Tizi Ouzou situé à l'ouest de la grande Kabylie est un axe majeur pour le transport aussi bien pour le transport en communs que pour les transports privés.

## Histoire

### Lignes ferroviaires
Le 27 mai 1888 est inauguré la ligne reliant Ménerville (ancien nom de Thénia) à Tizi Ouzou, cette ligne est confiée à la Compagnie de l'Est algérien.

### Aérodrome de Tizi-Orly
L'aérodrome de Tizi-Orly (détachement de terrains d'opération 16/540) a été inauguré le 20 août 1957 par le colonel Andlauer. Il fut la base de la 27e division d'infanterie alpine, crée le 1er avril 1956.
Il était situé dans l'actuelle zone industrielle d'Oued Aissi.
L'aérodrome est détruit fin des années 1960 sous l'ordre d'Houari Boumédiène,.

### Ancienne gare routière de Tizi Ouzou
L'ancienne gare de Tizi Ouzou a été construite à la fin des années 1960, elle était situé à l'entrée de la ville (depuis Alger).
En 2008, elle n'est plus en service et remplacé par la gare multimodale de Bouhinoun.
En 2011, un collectif de transporteurs demandent la réouverture de cette gare, fermé sur une décision « arbitraire » et sans préavis.

## Transports en commun

### Bus
En 2021, la wilaya de Tizi Ouzou compte 180 lignes de bus (aussi bien urbain, qu'interurbain).

#### Gares routières
La ville dispose de plusieurs gare routières, mais aussi d'arrêts au milieu d'axes routier pour des lignes plus petites et locales. Ces arrêts sont aux sorties d'autoroutes, sous des ponts et relativement dur d'accès et surtout dangereux aussi bien pour les passagers que les conducteurs.
La ville de Tizi Ouzou est dotée de plusieurs gares routière situées au extrémités, proches des routes nationales :
- La gare multimodale de Bouhinoun (aussi appelée nouvelle gare, comprenant la gare de Kef Naâdja) au sud dessert, Alger, Larbaâ Nath Irathen.
- La gare de Beni Douala au sud-est.
- La gare Boukhalfa au nord-ouest, desservant Tigzirt, Draâ Ben Khedda, Tadmaït[10].
- La station de Timizart Loghbar situé au nord-est reliant Azazga, Freha, Tigzirt, Ouaguenoun[11],[12],[13].
- La station de Oued Aïssi, desservant Mekla, Tizi Rached[14].

La gare de Bouhinoun (nouvelle gare) a été inaugurée en 2010 pour 90 milliards de dinars.

#### Local
La ville est dotée d'un système autonome où chaque bus est géré par une société indépendante, cependant elles suivent des itinéraires précise, mais ne semble pas avoir d'obligations horaire, ni même au niveau de la gestion de la concurrence. Ces opérateurs privés sont gérés par des entreprises possédant, pour la majorité, qu'un seul bus dans leur flotte. Ce contre un opérateur public, l'ETUSTO ou ETUTO (Entreprise publique de transport urbain et transport suburbain de Tizi Ouzou ou Établissement du Transport Urbain de la ville de Tizi-Ouzou).
L'opérateur principal pour ces bus urbain est l'ETUTO, en 2009 il se procure une dizaine de bus Van Hool capable de transporter près de 30 000 passagers par jour.
L'ETUSTO gère 5 lignes dans la ville pour une distance totale de 88,84 km, :
- Ligne 1 : entre la station Timiziart Loghbar et celle de Boukhalfa
- Ligne 1A : entre la station Timiziart Loghbar et le pôle d'excellence
- Ligne 6 : entre la station Boukhalfa et celle de Beni Douala
- Ligne 7: entre la station Timziart Loghbar et Oued Fali
- Ligne 9 : entre la station Boukhalfa et celle de Kaf Naâdja

#### Interurbain

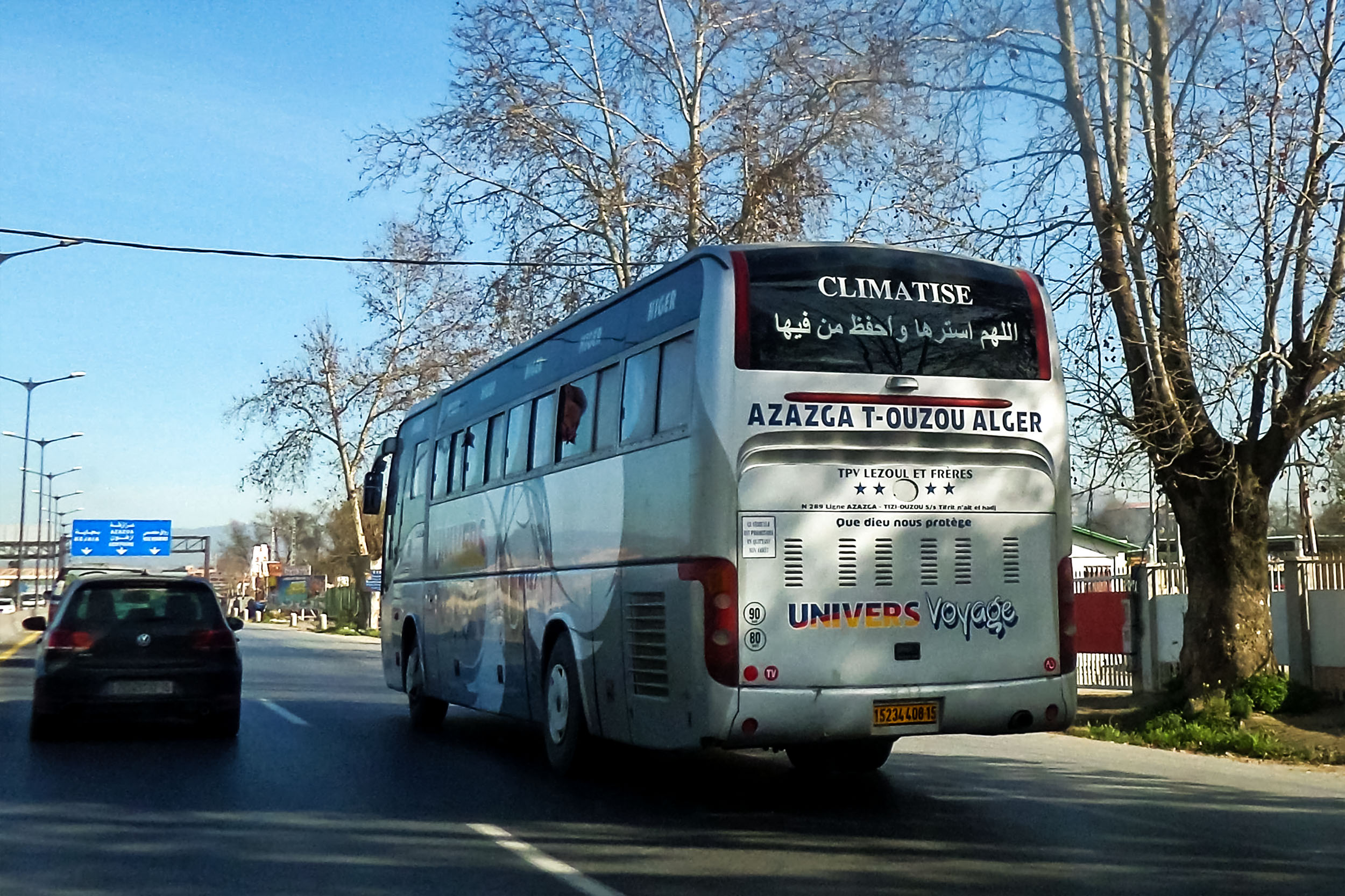
Car reliant les villes d'Alger, Tizi Ouzou et Azazga.

Il existe aussi des liaisons de bus entre Tizi Ouzou et des villes plus éloignées qui elles sont desservies principalement par des bus/car.
C'est le cas pour l'axe Tizi-Ouzou - Alger.
Depuis le 12 octobre 2024, il existe une ligne reliant directement la ville à l'Aéroport d'Alger - Houari-Boumédiène depuis la gare de Timiziart Loghbar au tarif de 700 DA.

#### Minibus

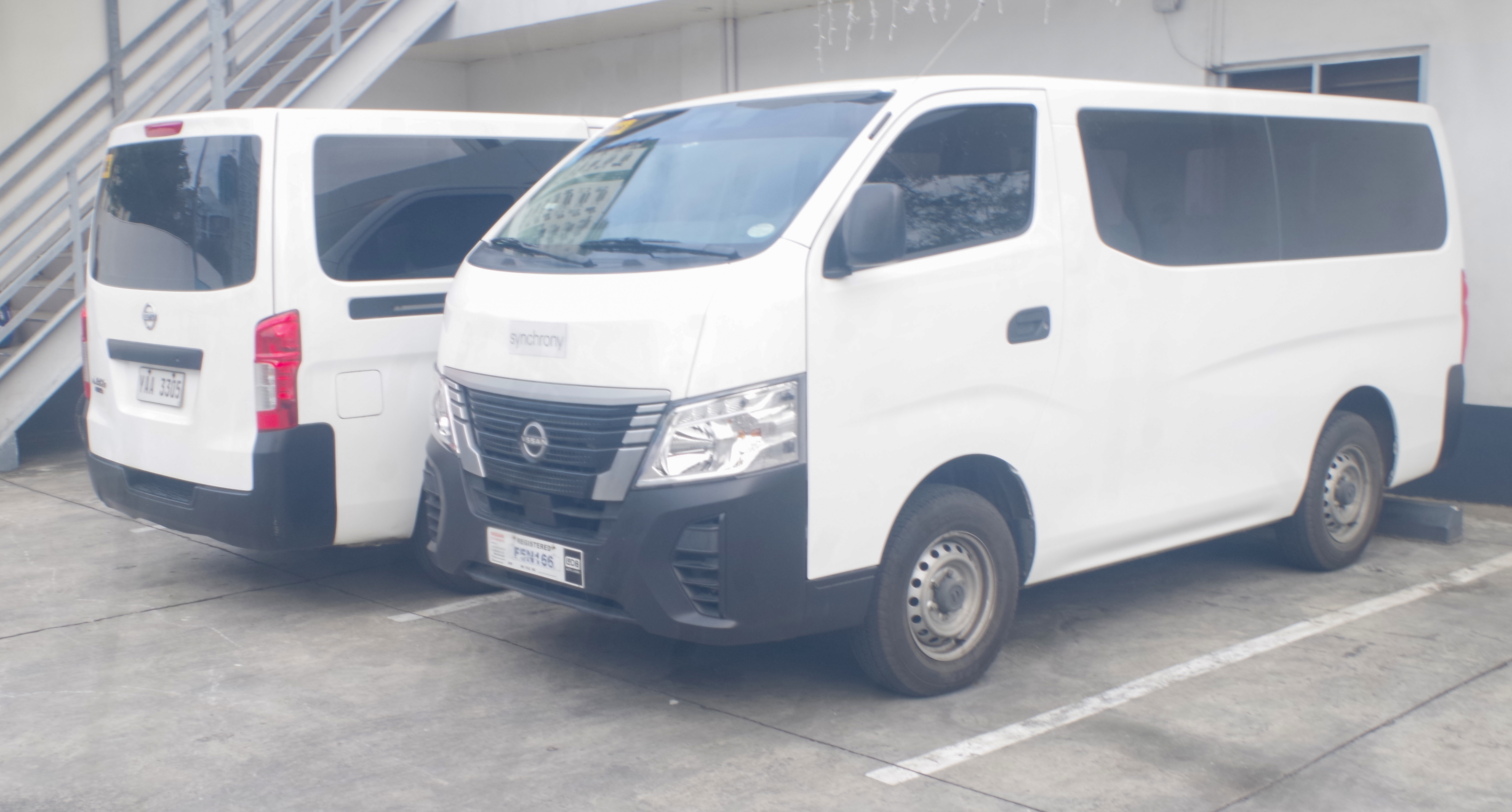
Minibus très répandu en Algérie pour des lignes semi-longues distances entre villes majeures.

Les minibus, aussi appelés fourgons, sont utilisés sur de nombreux itinéraires, généralement pour des axes reliant Tizi Ouzou à d'autres communes telles que Maâtkas, Draâ Ben Khedda, Tigzirt, etc.
Généralement ils permettent d'accueillir entre 15 et 20 voyageurs et, le plus souvent permettent aux voyageurs de descendre au lieu souhaité sur l'itinéraire. En effet, ce mode transport est plus proche du taxi commun car il n'y a pas d'arrêt explicitement indiqué tout le long d'un itinéraire mais des zones d'arrêts que les passagers et conducteurs connaissent.
Ce qui caractérise ce mode de transport est le plus souvent l'absence d'arrêt indiqué ainsi que les horaires qui ne sont ni connus, ni déterminés, la plupart du temps cela dépend de la capacité au véhicule à se remplir à son départ.

### Taxis
À Tizi Ouzou il existe plusieurs types de taxis. Les taxis individuels, pour lequel le client spécifie sa destination et y est emmené et les taxis collectifs qui eux suivent le plus souvent un itinéraires mais contre un supplément monétaire peuvent desservir un lieu spécifié.
La ville compte en 2017, 1321 taxis individuel et 448 taxis collectifs (urbain).

### Trains

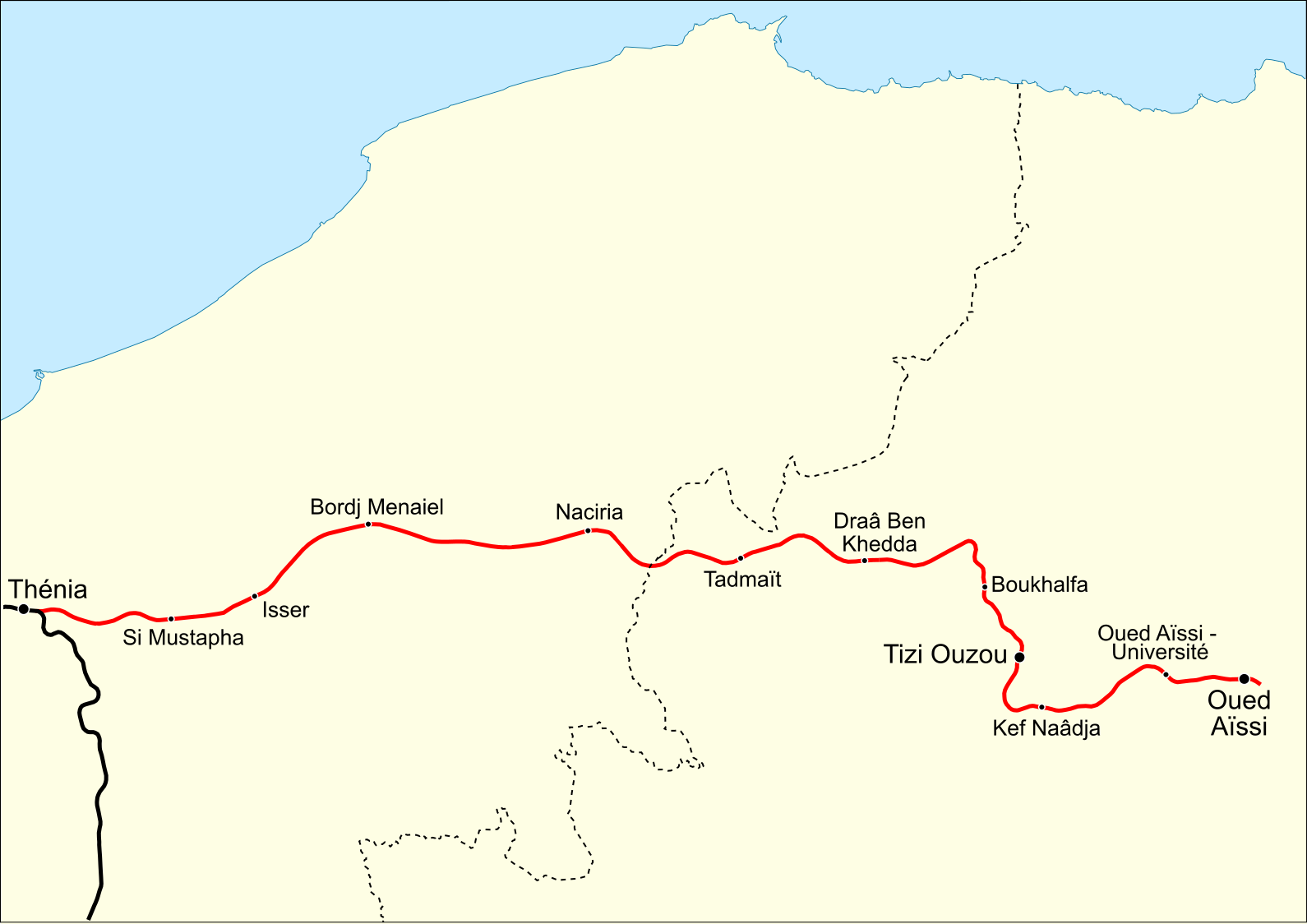
Ligne de Thénia à Oued Aïssi traversant la ville de Tizi Ouzou sur la fin de son tracé.

La commune de Tizi Ouzou est dotée de 5 gares SNTF :
- La gare de Boukhalfa au nord
- La gare de Tizi Ouzou ville situé à l'ouest de la ville
- La gare de Kef Naâdja au sud
- Les gares de Oued Aïssi - Université et de Oued Aïssi ville au sud-est

La ville fait partie de la ligne reliant Thénia à Oued Aïssi mais aussi de la ligne Alger/Agha - Tizi-Ouzou - Oued Aïssi.

### Télécabine
En 2020, la ville inaugure une ligne télécabine de 5,5 kilomètres reliant la gare multimodale de Kef Naâdja au sud à la Nouvelle Ville (au centre de la ville), plus au nord.
À peine ouverte cette ligne se verra bientôt agrandie.

### Tramways
La ville de Tizi Ouzou ne dispose d'aucune ligne de tramways. Un projet annoncé en 2015 a été annulé par le wali.
Une autre étude réalisée bien avant 2010, affirmait qu'« un réseau de tramway est possible dans la ville de Tizi Ouzou » qui pourrait relier des villes limitrophes tel que Draâ Ben Khedda.

### Aéroport
La commune de Tizi Ouzou ne possède actuellement aucun aéroport, le plus proche est l'aéroport d'Alger.

## Voirie

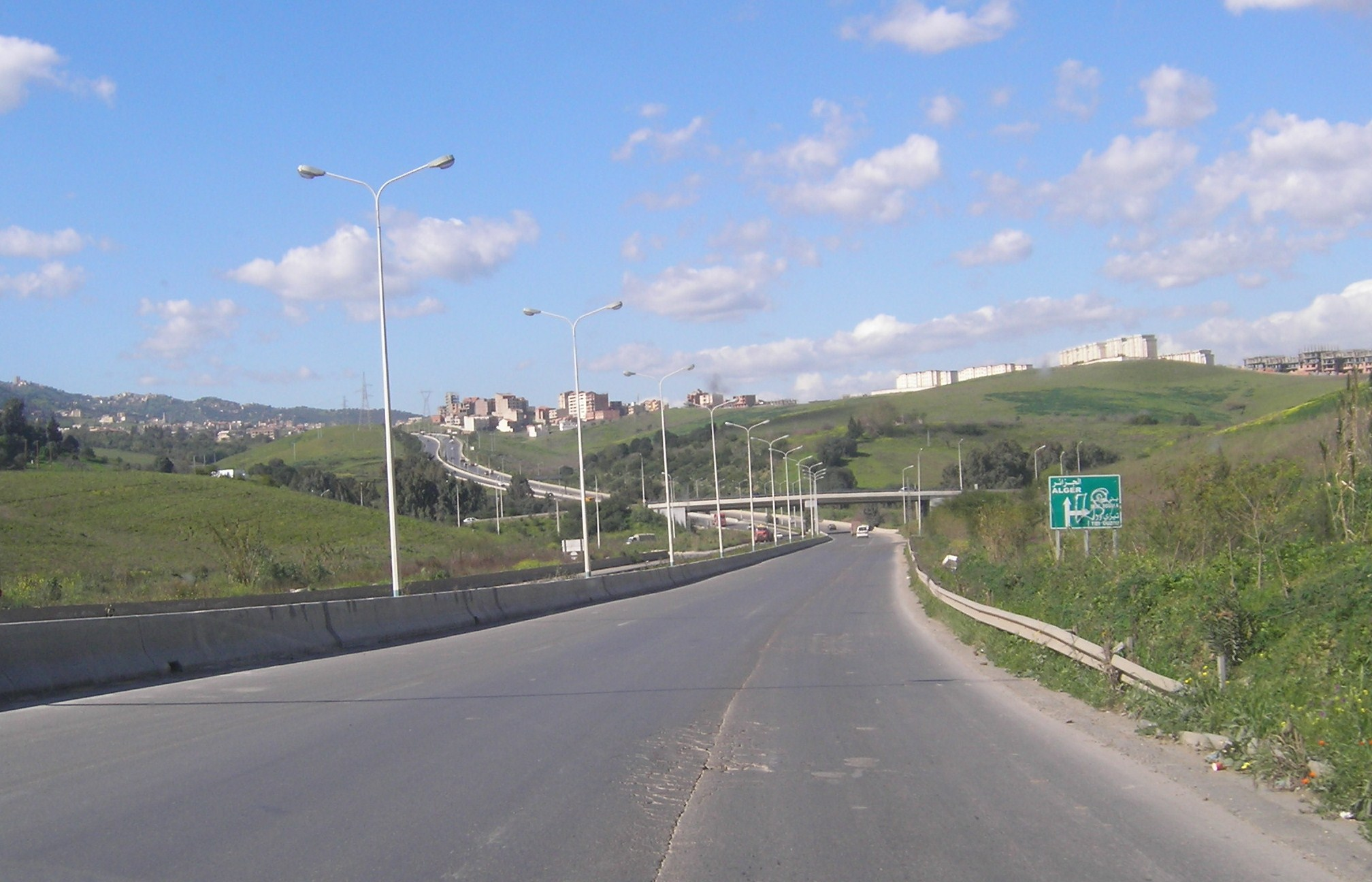
La rocade sud qui passe au sud du centre-ville.

La ville est encerclée par une autoroute périphérique avec :
- Au nord la N72 et la N12A.
- Au centre la N12 qui passe d'est en ouest.
- Au nord-ouest la rocade nord de Tizi Ouzou.
- À l'ouest la rocade de Tizi Ouzou.
- Au sud la rocade sud.

La route nationale 12 est un axe majeur pour la ville, de plus elle est l'aboutissement de plusieurs routes nationales :
- La N72 permettant une liaison avec la N24 permettant de rejoindre Tigzirt.
- La N15 qui relie Aïn El Hammam et Larbaâ Nath Irathen.
- La N30 et N25 en direction de Draâ El Mizan.

### Projets

#### À l'étude

##### 3eRocade d'Alger
En 2005, le projet d'une troisième rocade d'Alger est publié. Ce projet vise à relier Tipaza à Tizi Ouzou.

##### Voie express de Tigzirt
En 2024, l'Assemblée populaire de la wilaya de Tizi Ouzou (APW) lance à l'étude un projet visant à relier la ville de Tizi Ouzou et la ville touristique de Tigzirt via une voie express. De plus, ce projet vise aussi à une modification de la N24.

#### En construction

##### Pénétrante de Tizi Ouzou
Un projet autoroutier était prévu pour 2019, la Pénétrante de Tizi Ouzou. Le projet cumule 7 ans de retard dû à un manque de financement. Cette autoroute prévoyait une liaison de Djebahia dans la wilaya de Bouira. Début 2025, le projet est annoncé pour fin du premier semestre 2025.

#### Ouvrages
- Cheradi Mahdi (dir.), Mohamed El Amine Belmenaoua et Mohamed Adel Chernai, Requalification de la station de bus de Boukhalfa porte ouest de Tizi-Ouzou, Université Mouloud Mammeri, 2021, 89 p. (lire en ligne).
- Dahbia Akkache Maacha, « Tizi-Ouzou, pôle générateur de déplacements », Insaniyat / إنسانيات, no 54,‎ 31 décembre 2011, p. 63–84 (ISSN 1111-2050 et 2253-0738, DOI 10.4000/insaniyat.13074, lire en ligne, consulté le 12 août 2025)
- Kahina Louani et Abdelkader Kebiche, La coordination entre urbanisation et transport à Tizi-Ouzou vers une politique de déplacement durable, 2023 (ISSN 2437-0568, e-ISSN 1012-0009, DOI 10.4314/cread.v39i2.1 , lire en ligne)
- Bakiri, Kamel, Benbelkacem, Dahbia et Mezeghrane-Klari, Zahoua (dir.), Requalification de la friche urbaine de l’ancienne gare routière de Tizi Ouzou, Université Mouloud Mammeri, 2021, 102 p. (lire en ligne ), p. 37.
- Christian Truchi, Généalogie Algérie Maroc Tunisie, 2010 (lire en ligne).
- Chahrazed GUERROUAH et Malika AHMED ZAID (dir.), Croissance urbaine de la ville de Tizi-Ouzou versus transport public local : Implications sur le développement territorial, Tizi Ouzou, Université Mouloud Mammeri, 2015, 171 p. (lire en ligne).
- BOUSSAD Naoual, DjEMA Sofiane et TADJINE Radia (dir.), Evolution de l’offre de transport collectif urbaine dans la wilaya de Tizi-Ouzou, Tizi Ouzou, Université Mouloud Mammeri, 2017 (lire en ligne)
- CHABANE Nadia et FEKRAR Djamila, Le transport urbain dans une perspective de développement durable : Cas de l'agglomération de Tizi-Ouzou, Université des Sciences et de la Technologie Houari BOUMEDIENE, 2016, 110 p. (lire en ligne).
- Hichem Yesguer, « Enclavement des espaces ruraux: approche géographique de l'ouverture/fermeture des villages kabyles », theses.hal.science, Université du Havre,‎ 9 octobre 2009 (HAL tel-00426292, lire en ligne, consulté le 6 août 2025)